# Großer Preis von Belgien 1984
Der Große Preis von Belgien 1984 (offiziell XL Grote Prijs van België) fand am 29. April auf dem Circuit Zolder in Zolder-Terlaemen statt und war das dritte Rennen der Formel-1-Weltmeisterschaft 1984.

## Berichte

### Hintergrund
Ab dem Beginn der Europasaison verfügte Arrows als drittes Team neben Brabham und ATS über Motoren von BMW. Man stattete allerdings vorläufig nur Thierry Boutsen mit dem neuen Arrows A7 aus, der mit dem Turbo-Aggregat bestückt war, und ließ Marc Surer weiterhin mit dem A6 antreten, der von einem herkömmlichen Ford-Cosworth-Saugmotor angetrieben wurde.

### Training
Während des Trainings stellten sich die Goodyear-Reifen als am besten geeignet für den Kurs von Zolder dar. Nicht zuletzt deswegen belegten die Ferrari-Piloten Michele Alboreto und René Arnoux die erste Startreihe vor Keke Rosberg. Auf dem vierten Startplatz folgte mit Derek Warwick der erste Michelin-Pilot vor  Elio de Angelis, Manfred Winkelhock und Riccardo Patrese.

### Rennen
Während Alboreto seine Pole-Position in eine Führung umsetzte, die er bis ins Ziel verteidigte, konnte Warwick sowohl Rosberg als auch Arnoux überholen und somit den zweiten Rang einnehmen. Winkelhock folgte vor de Angelis und Patrese. Dieser schied jedoch in der dritten Runde aufgrund eines Schadens an der Zündanlage aus und überließ dadurch den sechsten Rang Alain Prost, der zwei Runden später de Angelis überholte, dann jedoch wegen eines technischen Defektes ausschied.
Bis zur achten Runde arbeitete sich der vom neunten Platz aus gestartete Nelson Piquet bis auf den fünften Rang nach vorn. In der 23. Runde zog er an Winkelhock vorbei und profitierte kurz darauf vom Zurückfallen von Arnoux, wodurch er den dritten Rang einnahm. Diesen verlor er in Runde 34 an Rosberg, der jedoch ab der 44. Runde aufgrund von Reifenproblemen auf den sechsten Platz zurückfiel.
Da auch Piquet, der das Rennen ohne zwischenzeitlichen Reifenwechsel absolvierte, ab der 60. Runde Schwierigkeiten bekam, konnten Arnoux und Rosberg wieder an ihm vorbeiziehen.
Fünf Runden vor Schluss übernahm Rosberg den dritten Rang von Arnoux, schied jedoch in der vorletzten Runde aufgrund von Kraftstoffmangel aus. Er wurde aufgrund seiner zurückgelegten Distanz als Vierter hinter Arnoux, jedoch vor de Angelis und Stefan Bellof gewertet.
Als das Tyrrell-Team gegen Ende der Saison von der Weltmeisterschaft ausgeschlossen wurde, rückten alle Piloten, die nach Bellof das Ziel erreicht hatten, um einen Platz auf. Somit erhielt nachträglich Ayrton Senna einen WM-Punkt.

## Meldeliste
| Team                            | Nr. | Fahrer             | Chassis         | Motor                       | Reifen |
| ------------------------------- | --- | ------------------ | --------------- | --------------------------- | ------ |
| MRD International               | 01  | Nelson Piquet      | Brabham BT53    | BMW M12/13 1.5 L4t          | M      |
| MRD International               | 02  | Teo Fabi           | Brabham BT53    | BMW M12/13 1.5 L4t          | M      |
| Tyrrell Racing Organisation     | 03  | Martin Brundle     | Tyrrell 012     | Ford Cosworth DFY 3.0 V8    | G      |
| Tyrrell Racing Organisation     | 04  | Stefan Bellof      | Tyrrell 012     | Ford Cosworth DFY 3.0 V8    | G      |
| Williams Grand Prix Engineering | 05  | Jacques Laffite    | Williams FW09   | Honda RA163-E 1.5 V6t       | G      |
| Williams Grand Prix Engineering | 06  | Keke Rosberg       | Williams FW09   | Honda RA163-E 1.5 V6t       | G      |
| Marlboro McLaren International  | 07  | Alain Prost        | McLaren MP4/2   | TAG/Porsche TTE PO1 1.5 V6t | M      |
| Marlboro McLaren International  | 08  | Niki Lauda         | McLaren MP4/2   | TAG/Porsche TTE PO1 1.5 V6t | M      |
| Skoal Bandit Formula 1 Team     | 09  | Philippe Alliot    | RAM 02          | Hart 415T 1.5 L4t           | P      |
| Skoal Bandit Formula 1 Team     | 10  | Jonathan Palmer    | RAM 02          | Hart 415T 1.5 L4t           | P      |
| John Player Team Lotus          | 11  | Elio de Angelis    | Lotus 95T       | Renault EF4 1.5 V6t         | G      |
| John Player Team Lotus          | 12  | Nigel Mansell      | Lotus 95T       | Renault EF4 1.5 V6t         | G      |
| Team ATS                        | 14  | Manfred Winkelhock | ATS D7          | BMW M12/13 1.5 L4t          | P      |
| Équipe Renault Elf              | 15  | Patrick Tambay     | Renault RE50    | Renault EF4 1.5 V6t         | M      |
| Équipe Renault Elf              | 16  | Derek Warwick      | Renault RE50    | Renault EF4 1.5 V6t         | M      |
| Barclay Nordica Arrows BMW      | 17  | Marc Surer         | Arrows A6       | Ford Cosworth DFV 3.0 V8    | G      |
| Barclay Nordica Arrows BMW      | 18  | Thierry Boutsen    | Arrows A7       | BMW M12/13 1.5 L4t          | G      |
| Toleman Group Motorsport        | 19  | Ayrton Senna       | Toleman TG183B  | Hart 415T 1.5 L4t           | P      |
| Toleman Group Motorsport        | 20  | Johnny Cecotto     | Toleman TG183B  | Hart 415T 1.5 L4t           | P      |
| Spirit Racing                   | 21  | Mauro Baldi        | Spirit 101B     | Hart 415T 1.5 L4t           | P      |
| Benetton Team Alfa Romeo        | 22  | Riccardo Patrese   | Alfa Romeo 184T | Alfa Romeo 890T 1.5 V8t     | G      |
| Benetton Team Alfa Romeo        | 23  | Eddie Cheever      | Alfa Romeo 184T | Alfa Romeo 890T 1.5 V8t     | G      |
| Osella Squadra Corse            | 24  | Piercarlo Ghinzani | Osella FA1F     | Alfa Romeo 890T 1.5 V8t     | P      |
| Ligier Loto                     | 25  | François Hesnault  | Ligier JS23     | Renault EF4 1.5 V6t         | M      |
| Ligier Loto                     | 26  | Andrea de Cesaris  | Ligier JS23     | Renault EF4 1.5 V6t         | M      |
| Scuderia Ferrari SpA SEFAC      | 27  | Michele Alboreto   | Ferrari 126C4   | Ferrari 031 1.5 V6t         | G      |
| Scuderia Ferrari SpA SEFAC      | 28  | René Arnoux        | Ferrari 126C4   | Ferrari 031 1.5 V6t         | G      |

## Klassifikationen

### Qualifying
| Pos. | Fahrer             | Konstrukteur        | Qualifikationstraining 1 | Qualifikationstraining 1 | Qualifikationstraining 2 | Qualifikationstraining 2 | Start |
| Pos. | Fahrer             | Konstrukteur        | Zeit                     | Ø-Geschwindigkeit        | Zeit                     | Ø-Geschwindigkeit        | Start |
| ---- | ------------------ | ------------------- | ------------------------ | ------------------------ | ------------------------ | ------------------------ | ----- |
| 01   | Michele Alboreto   | Ferrari             | 1:18,369                 | 195,781 km/h             | 1:14,846                 | 204,997 km/h             | 01    |
| 02   | René Arnoux        | Ferrari             | 1:18,017                 | 196,665 km/h             | 1:15,398                 | 203,496 km/h             | 02    |
| 03   | Keke Rosberg       | Williams-Honda      | 1:18,617                 | 195,164 km/h             | 1:15,414                 | 203,453 km/h             | 03    |
| 04   | Derek Warwick      | Renault             | 1:16,311                 | 201,061 km/h             | 1:15,611                 | 202,923 km/h             | 04    |
| 05   | Elio de Angelis    | Lotus-Renault       | 1:17,705                 | 197,454 km/h             | 1:15,979                 | 201,940 km/h             | 05    |
| 06   | Manfred Winkelhock | ATS-BMW             | 1:18,048                 | 196,587 km/h             | 1:16,130                 | 201,539 km/h             | 06    |
| 07   | Riccardo Patrese   | Alfa Romeo          | 1:18,052                 | 196,577 km/h             | 1:16,431                 | 200,746 km/h             | 07    |
| 08   | Alain Prost        | McLaren-TAG-Porsche | 1:16,587                 | 200,337 km/h             | 1:16,595                 | 200,316 km/h             | 08    |
| 09   | Nelson Piquet      | Brabham-BMW         | 1:16,604                 | 200,292 km/h             | 1:24,286                 | 182,037 km/h             | 09    |
| 10   | Nigel Mansell      | Lotus-Renault       | 1:17,433                 | 198,148 km/h             | 1:16,720                 | 199,990 km/h             | 10    |
| 11   | Eddie Cheever      | Alfa Romeo          | 1:18,401                 | 195,702 km/h             | 1:16,746                 | 199,922 km/h             | 11    |
| 12   | Patrick Tambay     | Renault             | 1:18,753                 | 194,827 km/h             | 1:17,171                 | 198,821 km/h             | 12    |
| 13   | Andrea de Cesaris  | Ligier-Renault      | 1:18,239                 | 196,107 km/h             | 1:17,471                 | 198,051 km/h             | 13    |
| 14   | Niki Lauda         | McLaren-TAG-Porsche | 1:18,831                 | 194,634 km/h             | 1:18,071                 | 196,529 km/h             | 14    |
| 15   | Jacques Laffite    | Williams-Honda      | 1:19,230                 | 193,654 km/h             | 1:18,125                 | 196,393 km/h             | 15    |
| 16   | Johnny Cecotto     | Toleman-Hart        | 1:19,537                 | 192,906 km/h             | 1:18,321                 | 195,901 km/h             | 16    |
| 17   | Thierry Boutsen    | Arrows-BMW          | 1:19,164                 | 193,815 km/h             | 1:18,351                 | 195,826 km/h             | 17    |
| 18   | Teo Fabi           | Brabham-BMW         | 1:20,193                 | 191,328 km/h             | 1:18,848                 | 194,592 km/h             | 18    |
| 19   | Ayrton Senna       | Toleman-Hart        | 1:18,914                 | 194,429 km/h             | 1:18,876                 | 194,523 km/h             | 19    |
| 20   | Piercarlo Ghinzani | Osella-Alfa Romeo   | 1:21,432                 | 188,417 km/h             | 1:19,734                 | 192,430 km/h             | 20    |
| 21   | Stefan Bellof      | Tyrrell-Ford        | 1:21,003                 | 189,415 km/h             | 1:19,811                 | 192,244 km/h             | 21    |
| 22   | Martin Brundle     | Tyrrell-Ford        | 1:20,527                 | 190,535 km/h             | 1:20,123                 | 191,496 km/h             | 22    |
| 23   | François Hesnault  | Ligier-Renault      | 1:20,439                 | 190,743 km/h             | 1:21,493                 | 188,276 km/h             | 23    |
| 24   | Marc Surer         | Arrows-Ford         | 1:20,615                 | 190,327 km/h             | 1:21,088                 | 189,217 km/h             | 24    |
| 25   | Mauro Baldi        | Spirit-Hart         | 1:23,462                 | 183,835 km/h             | 1:20,644                 | 190,258 km/h             | 25    |
| 26   | Jonathan Palmer    | RAM-Hart            | 1:25,647                 | 179,145 km/h             | 1:20,793                 | 189,908 km/h             | 26    |
| DNQ  | Philippe Alliot    | RAM-Hart            | 1:21,253                 | 188,832 km/h             | keine Zeit               | –                        | –     |

### Rennen
| Pos. | Fahrer             | Konstrukteur        | Runden | Stopps | Zeit        | Start | Schnellste Runde |
| ---- | ------------------ | ------------------- | ------ | ------ | ----------- | ----- | ---------------- |
| 01   | Michele Alboreto   | Ferrari             | 70     | 1      | 1:36:32,048 | 01    | 1:20,727         |
| 02   | Derek Warwick      | Renault             | 70     | 1      | + 42,386    | 04    | 1:21,245         |
| 03   | René Arnoux        | Ferrari             | 70     | 1      | + 1:09,803  | 02    | 1:19,294 (64.)   |
| 04   | Keke Rosberg       | Williams-Honda      | 69     | 1      | DNF         | 03    | 1:20,527         |
| 05   | Elio de Angelis    | Lotus-Renault       | 69     | 0      | + 1 Runde   | 05    | 1:22,115         |
| 06   | Ayrton Senna       | Toleman-Hart        | 68     | 1      | + 2 Runden  | 19    | 1:22,633         |
| 07   | Patrick Tambay     | Renault             | 68     | 1      | + 2 Runden  | 12    | 1:22,298         |
| 08   | Marc Surer         | Arrows-Ford         | 68     | 0      | + 2 Runden  | 24    | 1:23,813         |
| 09   | Nelson Piquet      | Brabham-BMW         | 66     | 0      | DNF         | 09    | 1:21,450         |
| 10   | Jonathan Palmer    | RAM-Hart            | 64     | 1      | + 6 Runden  | 26    | 1:25,973         |
| –    | Mauro Baldi        | Spirit-Hart         | 53     | 2      | DNF         | 25    | 1:25,564         |
| –    | Teo Fabi           | Brabham-BMW         | 42     | 0      | DNF         | 18    | 1:21,812         |
| –    | Andrea de Cesaris  | Ligier-Renault      | 42     | 1      | DNF         | 13    | 1:22,327         |
| –    | Manfred Winkelhock | ATS-BMW             | 39     | 1      | DNF         | 06    | 1:21,754         |
| –    | Niki Lauda         | McLaren-TAG-Porsche | 35     | 1      | DNF         | 14    | 1:21,853         |
| –    | Eddie Cheever      | Alfa Romeo          | 28     | 0      | DNF         | 11    | 1:21,703         |
| –    | Jacques Laffite    | Williams-Honda      | 15     | 0      | DNF         | 15    | 1:23,164         |
| –    | François Hesnault  | Ligier-Renault      | 15     | 0      | DNF         | 23    | 1:23,945         |
| –    | Thierry Boutsen    | Arrows-BMW          | 15     | 1      | DNF         | 17    | 1:22,560         |
| –    | Piercarlo Ghinzani | Osella-Alfa Romeo   | 14     | 0      | DNF         | 20    | 1:23,096         |
| –    | Nigel Mansell      | Lotus-Renault       | 14     | 0      | DNF         | 10    | 1:22,374         |
| –    | Alain Prost        | McLaren-TAG-Porsche | 5      | 0      | DNF         | 08    | 1:22,879         |
| –    | Riccardo Patrese   | Alfa Romeo          | 5      | 0      | DNF         | 07    | 1:24,430         |
| –    | Johnny Cecotto     | Toleman-Hart        | 5      | 0      | DNF         | 16    | 1:28,744         |
| DSQ  | Stefan Bellof      | Tyrrell-Ford        | 69     | 1      | + 1 Runde   | 21    | 1:21,650         |
| DSQ  | Martin Brundle     | Tyrrell-Ford        | 51     | 0      | DNF         | 22    | 1:22,324         |

Anmerkungen
1. 1 2  Aufgrund von Verstößen gegen das Reglement wurden das Team Tyrrell sowie die Fahrer Brundle und Bellof im September 1984 rückwirkend für die gesamte Saison 1984 disqualifiziert. Zudem wurde dem Team die Teilnahme an den letzten drei Rennen des Jahres untersagt.

## WM-Stände nach dem Rennen
Die ersten sechs des Rennens bekamen 9, 6, 4, 3, 2 bzw. 1 Punkt(e). In der Fahrerwertung wurden die besten elf Resultate, in der Konstrukteurswertung alle Resultate gewertet.

### Fahrerwertung
| Pos. | Fahrer            | Konstrukteur        | Punkte |
| ---- | ----------------- | ------------------- | ------ |
| 01   | Alain Prost       | McLaren-TAG-Porsche | 15     |
| 02   | Derek Warwick     | Renault             | 10     |
| 03   | Michele Alboreto  | Ferrari             | 9      |
| 04   | Niki Lauda        | McLaren-TAG-Porsche | 9      |
| 05   | Keke Rosberg      | Williams-Honda      | 9      |
| 06   | Elio de Angelis   | Lotus-Renault       | 6      |
| 07   | René Arnoux       | Ferrari             | 4      |
| 08   | Eddie Cheever     | Alfa Romeo          | 3      |
| 09   | Riccardo Patrese  | Alfa Romeo          | 3      |
| 10   | Patrick Tambay    | Renault             | 2      |
| 11   | Andrea de Cesaris | Ligier-Renault      | 2      |
| 12   | Ayrton Senna      | Toleman-Hart        | 2      |
| 13   | Thierry Boutsen   | Arrows-Ford         | 1      |
| 14   | Marc Surer        | Arrows-Ford         | 0      |

| Pos. | Fahrer             | Konstrukteur      | Punkte |
| ---- | ------------------ | ----------------- | ------ |
| 15   | Jonathan Palmer    | RAM-Hart          | 0      |
| 16   | Mauro Baldi        | Spirit Hart       | 0      |
| 17   | Nelson Piquet      | Brabham-BMW       | 0      |
| 18   | François Hesnault  | Ligier-Renault    | 0      |
| –    | Nigel Mansell      | Lotus-Renault     | 0      |
| –    | Teo Fabi           | Brabham-BMW       | 0      |
| –    | Piercarlo Ghinzani | Osella-Alfa Romeo | 0      |
| –    | Philippe Alliot    | RAM-Hart          | 0      |
| –    | Johnny Cecotto     | Toleman-Hart      | 0      |
| –    | Jacques Laffite    | Williams-Honda    | 0      |
| –    | Manfred Winkelhock | ATS-BMW           | 0      |
| DSQ  | Martin Brundle     | Tyrrell-Ford      | 2      |
| DSQ  | Stefan Bellof      | Tyrrell-Ford      | 1      |

### Konstrukteurswertung
| Pos. | Konstrukteur        | Punkte |
| ---- | ------------------- | ------ |
| 01   | McLaren-TAG-Porsche | 24     |
| 02   | Ferrari             | 13     |
| 03   | Renault             | 11     |
| 04   | Williams-Honda      | 9      |
| 05   | Lotus-Renault       | 6      |
| 06   | Alfa Romeo          | 6      |
| 07   | Ligier-Renault      | 2      |
| 08   | Toleman-Hart        | 2      |

| Pos. | Konstrukteur      | Punkte |
| ---- | ----------------- | ------ |
| 09   | Arrows-Ford       | 1      |
| 10   | RAM-Hart          | 0      |
| 11   | Spirit-Hart       | 0      |
| 12   | Brabham-BMW       | 0      |
| –    | Osella-Alfa Romeo | 0      |
| –    | ATS-BMW           | 0      |
| DSQ  | Tyrrell-Ford      | 3      |

Anmerkungen
1. ↑  Tyrrell wurde im September 1984 wegen Reglementverstoßes aus der Weltmeisterschaft ausgeschlossen; Auslöser waren verbotene Wassertanks, die nach jedem Grand Prix befüllt wurden und auf diese Weise für ein Untergewicht während der Rennen sorgten.